# 愛知県道128号給父清須線

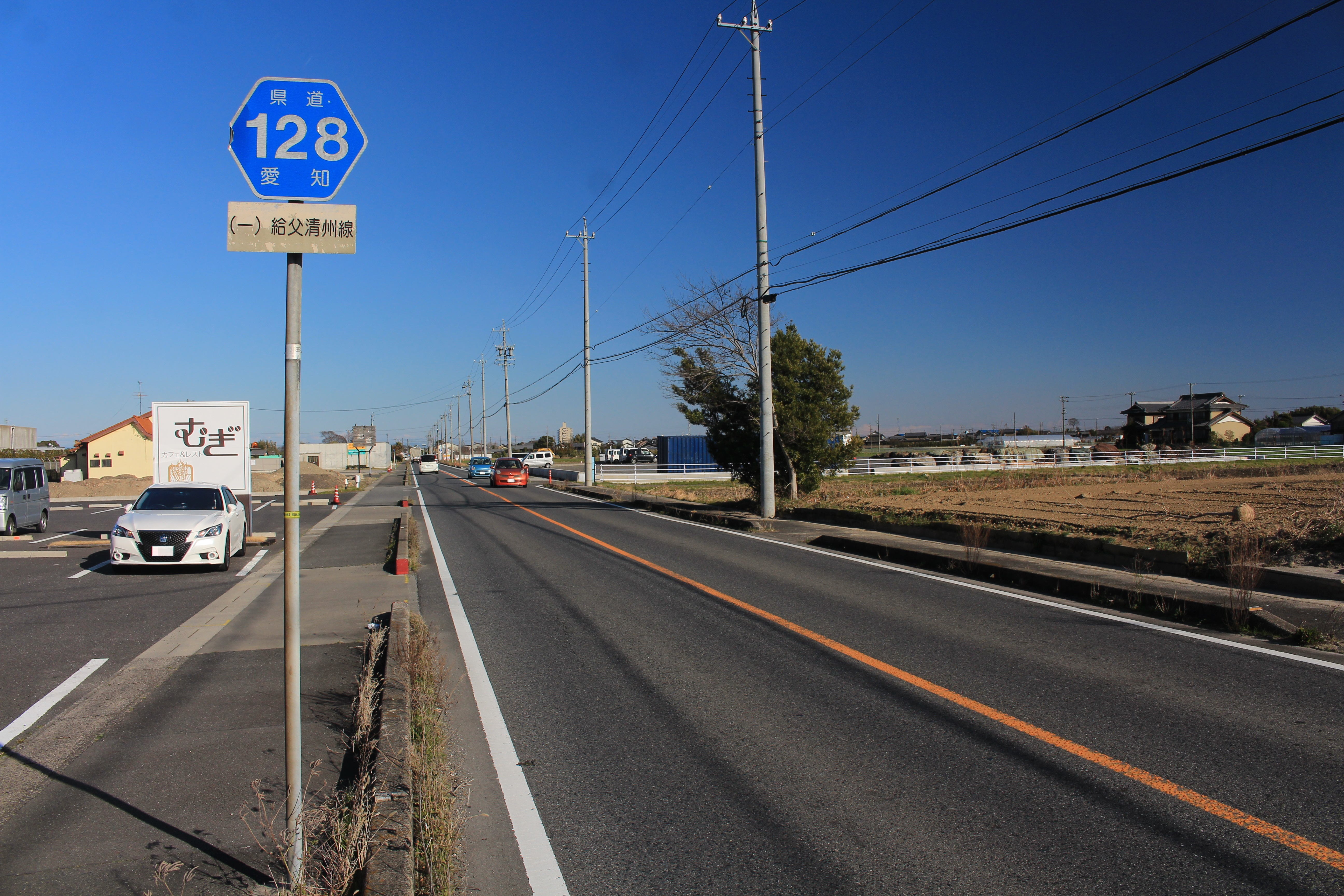
愛知県道128号給父清須線、愛西市鵜多須町寺浦

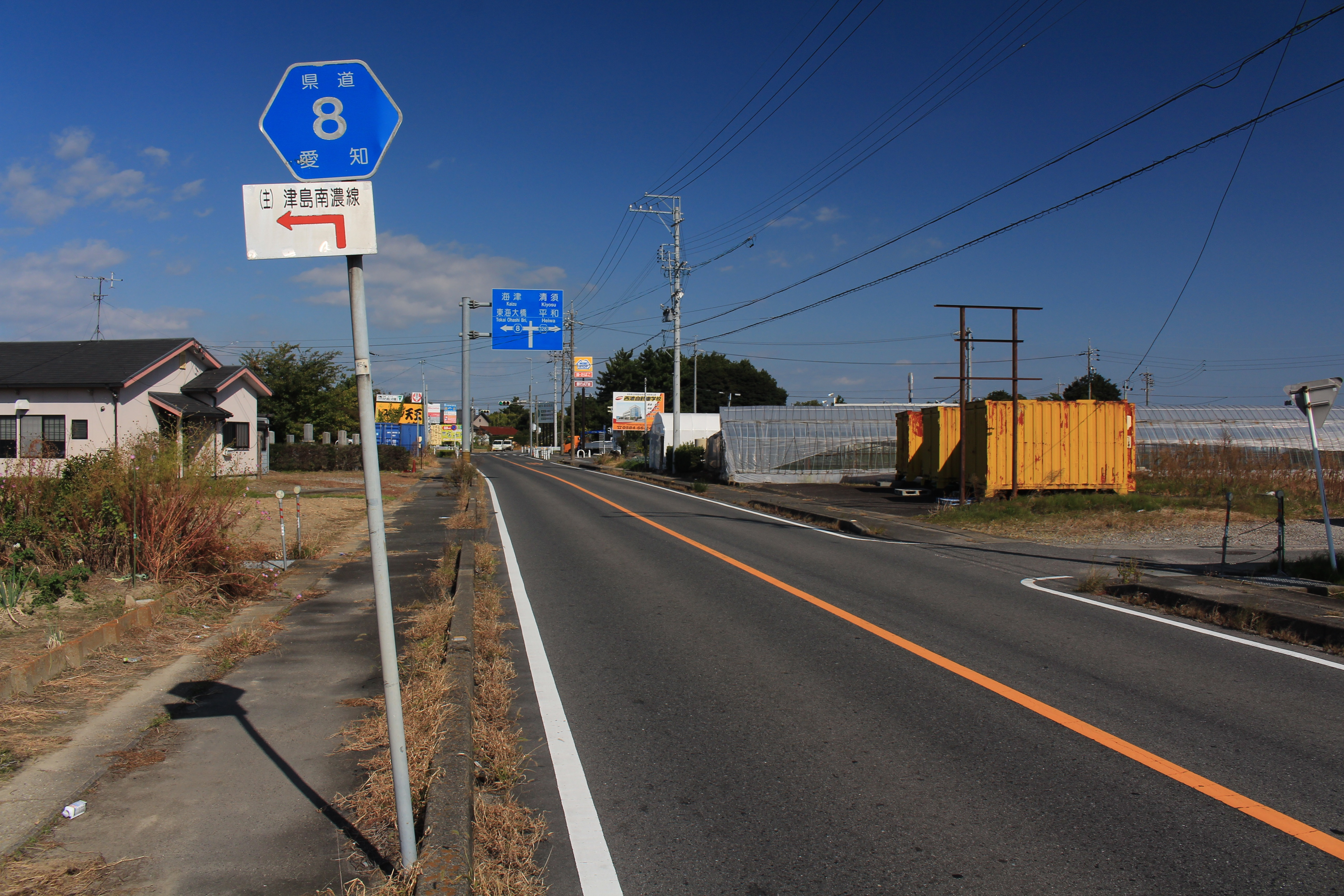
愛知県道8号津島南濃線の愛知県道128号給父清須線との結合部の藤ケ瀬交差点

愛知県道128号給父清須線（あいちけんどう128ごう きゅうぶきよすせん）は、愛知県愛西市から同県清須市に至る一般県道である。市町村合併で清須市が誕生する前は旧清洲町が終点であり、給父清洲線という名称であった。

## 概要

### 路線データ
- 起点：愛知県愛西市給父町
- 終点：愛知県清須市

## 沿革
- 1959年（昭和34年）12月15日：認定

## 地理

### 通過する自治体
- 愛知県
  - 愛西市 - 稲沢市 - あま市 - 清須市

### 接続する道路
- 愛知県道8号津島南濃線（藤ヶ瀬交差点）
- 愛知県道129号一宮津島線（五ッ屋交差点）
- 愛知県道458号一宮弥富線（巡見街道）
- 国道155号（法立東交差点）
- 愛知県道121号津島稲沢線（上三宅交差点）
- 愛知県道65号一宮蟹江線（西尾張中央道）（福島交差点）
- 愛知県道139号須成七宝稲沢線　重複区間
- 国道302号（名古屋環状2号線）
- 愛知県道124号西条清須線（五条高校東交差点）
- 愛知県道127号助七西田中線（巡礼橋東交差点）

### 沿線

#### 愛西市
- 愛知県警察 津島警察署開治駐在所
- 愛西市立開治小学校

#### 稲沢市
- 五ッ屋郵便局
- 名鉄尾西線 丸渕駅
- 稲沢市立法立小学校
- トヨタ自動車部品センター稲沢地区工業団地
- ソニーグローバルマニュファクチャリング&オペレーションズ 稲沢サイト[注 1]

#### あま市
- 名古屋第二環状自動車道（名二環） 清洲西インターチェンジ[注 2]

#### 清須市
- 愛知県立五条高等学校[注 3]